# Nobody but You
Nobody but You é uma canção do cantor austríaco Cesár Sampson. Esta canção representará a Áustria no Festival Eurovisão da Canção 2018.